# 2 Years On
A 2 Years On című lemez a Bee Gees együttes tizenharmadik nagylemeze. A lemezen újra együtt zenél a három Gibb fivér, Barry, Robin és Maurice.

## Az album dalai
1. 2 Years on (Barry, Robin és Maurice Gibb) – 3:57
2. Portrait' of Louise (Barry Gibb) – 2:34
3. Man for All Seasons (Barry, Robin és Maurice Gibb) – 2:58
4. Sincere Relation (Robin és Murice Gibb) – 2:45
5. Back Home (Barry, Robin és Maurice Gibb) – 1:51
6. The 1st Mistake I Made (Barry Gibb) – 4:02
7. Lonely Days (Barry, Robin és Maurice Gibb) – 3:45
8. Alone Again (Robin Gibb) – 3:00
9. Tell Me Why (Barry Gibb) – 3:12
10. Lay It on Me (Murice Gibb) – 2:07
11. Every Second, Every Minute (Barry Gibb) – 3:01
12. I'm Weeping (Robin Gibb) – 2:45

## A számok rögzítési ideje
- 1970. június 13.: Lay It On Me
- 1970. augusztus 18.: Back Home, Too Much To Think About, Getting Back Together, You're Going Away, The Way I Feel Today, Find Me A Woman, The Change I See
- 1970. augusztus 26.: You Got To Lose It In The End, Little Red Train, Sweet Summer Rain
- 1970. augusztus 27.: Maybe Tomorrow
- 1970. szeptember 30.: Don't Forget Me Ida, In The Morning
- 1970. szeptember: 2 Years On, Man for All Seasons, The First Mistake I Made, Lonely Days, I'm Weeping, Every Second Every Minute
- 1970. október 5.: Portrait of Louise, Alone Again, Tell Me Why, Lost, Fantasy,
- 1970. október: To Dance Again

A To Dance Again című számot eredetileg a nagylemezhez készítették, de kimaradt, később a Három muskétás című TV-film zenéjéhez később felhasználták. (megjelent a Lost & Found válogatáslemezen)

Az eredetileg a nagylemezre tervezett In the Morning című Barry Gibb 1965-ös szám feldolgozás kimaradt, de helyet kapott a Inception / Nostalgia válogatáslemezen, valamint a Melody lemezen. (később több válogatáslemezen is)

A lemezhez írt dalok közül a Too Much To Think About, a Getting Back Together, a The Way I Feel Today, a Find Me A Woman, a The Change I See, a You Got To Lose It In The End, a Little Red Train, a Sweet Summer Rain, a Maybe Tomorrow, a Lost és a Fantasy szám kimaradt, későbbiekben sem adták ki.

A Don't Forget Me Ida a From The Bee Gees Archives, a You're Going Away a Sing Slowly Sisters válogatáslemezen későbbiekben megjelent.

## Közreműködők
- Barry Gibb – ének, gitár
- Robin Gibb – ének
- Maurice Gibb – ének, basszusgitár, gitár, zongora
- Geoff Bridgford – dob
- stúdiózenekar Gerry Shury vezényletével
- stúdiózenekar Bill Shepherd vezényletével

## A nagylemez megjelenése országonként
- Argentína Polydor 2310 069 1970 (Dias solitarios címmel)
- Ausztrália Spin SEL 934 061 1971
- Belgium Polydor 2310 069 1970
- Egyesült Államok Atco SD-33-353 1970
- Egyesült Királyság Polydor 2310 069 1970
- Hollandia Polydor 2310 069 1970
- Japán 1971 Polydor MP-9409/10 1971, RSO MWF 1051 1978, CD: Polydor POCP2230 1992, Polydor/Universal UICY-3809 2004
- Koreai Köztársaság1992 PolyGram RG 3012 1992
- Németország Polydor 2310 069 1970
- Norvégia Polydor 2383 052 1971
- Uruguay Polydor 2310 069 1971 (Dias solitarios címmel)

## Az album dalaiból megjelent kislemezek, EP-k
- Lonely Days / Man For All Seasons Ausztrália Spin EK-4051 1970, Belgium Polydor 2001 104 1970, Brazília Polydor 2160 011 1970, Dél-afrikai Köztársaság Polydor PS 125 1970, Egyesült Államok Atco 45-6795 1970, Egyesült Királyság Polydor 2001 104 1970, Franciaország Polydor 2001 104 1970, Görögország Polydor 2001 104 1970, Hollandia Polydor 2001 104 1970, Izrael Polydor 2001 104 1970, Japán Polydor DP-1772 1970, Jugoszlávia RTB/Polydor S53603 1970, Kanada Atco 45-6795 1970, Németország Polydor 2001 104 1970, Norvégia Polydor 2001 104 1970, Új-Zéland Spin EK-4051 1970
- Lonely Days / Sweetheart / I'll Kiss Your Memory / August October Malajzia ATGO ZI 1169 1970
- Lonely days / Cherry Red / I.O.I.O / Don't Forget to Remember Brazília Polydor 2240 002 1970
- Lonely Days / Take a Hold of That Star / I.O.I.O. / Claustrophobia Ausztrália Spin EX 11765 1970, Új-Zéland Spin EX 11765 1970

## Eladott példányok
A 2 Years On lemezből a Amerikában 109000, a világ összes összes országában összesen 275 000 példány kelt el.

## Number One helyezés a világban
- Lonely Days: Kanada (1971. február 6.)